# En bid af hverdagen
En bid af hverdagen er en dansk dokumentarfilm fra 1973 instrueret af Fridtjof Bornkessel.

## Handling
Denne artikel mangler et handlingsreferat. Hjælp os med at skrive det.